# Montañas Nafusa
Yebel Nefusa (en árabe: الجبل الغربي‎, bereber, Adrar n Infusen) es una región montañosa en el oeste de Libia donde se concentran la mayor parte de los pueblos bereberes del país, los nefusa. 
Sus principales localidades son: Garian, Yefren, Kabaw, Nalut, y Jadu. Tradicionalmente, viven principalmente de la cría de la cabra y el olivo. Tuvo bastante importancia estratégica hasta que perdió importancia en manos del Imperio otomano en el siglo XVI. También es uno de los pocos centros ibadies que hay en el mundo árabe.